# زبان مادورایی
زبان مادورایی زبان مردم مادورایی در جزیره مادورا و شرق جاوه در کشور اندونزی است. مادورایی زبانی از زیرگروه مالایو-سومباوی از زبان‌های مالایو-پلی‌نزیایی خانواده زبان‌های آسترونزیایی است و بنابراین، بیشتر به زبان‌های بالیایی، مالایی، ساساکی و سوندایی تا زبان جاوه‌ای که در جزیره جاوه در نزدیکی جزیره مادورا تکلم می‌شود، مرتبط است.